# 櫻本あゆみ
櫻本 あゆみ（さくらもと あゆみ、1988年2月10日 - ）は、日本の女子ボートレーサー。現在の本名は長畑 あゆみ（ながはた あゆみ）。
登録番号は4478。身長155cm。体重52kg。ABO式血液型はAB型。栃木県日光市出身。
父は元競輪選手の櫻本勝治。
表記の関係で「桜本あゆみ」と書かれているスポーツ新聞もあるが、戸籍上は旧字体の「櫻」であり、各ボートレース場や場外発売所の出走表にも「櫻本あゆみ」と書かれている。

## 来歴
ニックネームは「もち」「桜餅」。デビュー当時は群馬支部所属だった。
栃木県立鹿沼東高等学校卒業。やまと競艇学校第101期生として2007年9月22日に選手登録された。同期には篠崎仁志、平田健之佑、片岡雅裕、山下友貴、守屋美穂らがいる。
2011年度前期の成績はB1級509位、勝率4.04、事故率0.38（F1回、L0回）。能力44、優勝なし。出走回数は56回、1着回数は1コースと4コースで各1回あったが、翌2012年以降は1着回数が多くなったこともあり、勝率も5点台に上がっている。最高ランクはA2級である。
2014年12月17日、ボートレース唐津でのGIIIオールレディースRKBラジオ杯で女子レーサー史上初の完全優勝での初優勝を達成（決まり手は逃げ）。
2015年、同じボートレーサーで東京支部所属の長畑友輔との結婚により、同年4月より群馬支部から東京支部へ移籍。